# Helligtrekongerslys
Helligtrekongerslys er en gammel tradition til markering af, at julen er til ende (på Helligtrekongersaften).
Lyset har tre arme, en for hver af De hellige tre konger. Lyset har form som en fork.
Når lysene var brændt ned, til der hvor armene mødes, var julen slut. Tidligere var det skik at indstøbe en smule krudt, så der lød et lille knald som en effektfuld markering af julens afslutning.

I Peters Jul fra 1866 står der i afsnit 10 (helligtrekongersaften):
Se, nu er da Julen strax forbi;
det er Helligtrekongers Aften.
Saa ender den rare Jul; men vi
er glade, at vi har haft den.
Tre Lys har vi tændte — tænk en Gang!- 
for Kongerne, de, som bragte
Jesusbarnet en Julepresent;
vi ved det, for Faer har sagt det.
Her sidder vi ved vort lille Bord
og ser, hvordan Lysene brænde;
naar de er slukkede, siger Moer,
at saa er Julen til Ende.